# Crocallis boisduvaliaria
Crocallis boisduvaliaria is een vlinder uit de familie spanners (Geometridae). De wetenschappelijke naam is voor het eerst geldig gepubliceerd in 1849 door H. Lucas.
De soort komt voor in Europa.